# Hoa trắng thôi cài trên áo tím
"Hoa trắng thôi cài trên áo tím" là một bài thơ do Kiên Giang sáng tác lần đầu năm 1957 và phát hành vào năm 1958. Đây là một trong những sáng tác gắn liền với sự nghiệp của tác giả này.

## Hoàn cảnh sáng tác
"Hoa trắng thôi cài trên áo tím" được cho là lấy cảm hứng từ tác phẩm "Tha La xóm đạo" do Vũ Anh Khanh sáng tác vào năm 1945. Tuy nhiên, theo lời kể của nhà thơ Kiên Giang, năm lên 16, ông rời quê lên học trung học ở Cần Thơ. Trong thời gian này, ông có tham gia làm ký giả cho tờ báo của trường và gặp mặt Nguyễn Thị Nhiều, cô bạn cùng lớp. Nhiều đảm nhận vai trò chép báo. Tình cảm hai người từ đó nảy sinh. Mỗi hôm, cứ độ tan học, Kiên Giang đều lặng lẽ đứng nấp bên giáo đường nơi Nhiều đến làm lễ để chờ bà. Đáp lại tình cảm của nhà thơ, bà chỉ mỉm cười e lệ.
Chiến tranh bùng nổ, Kiên Giang tham gia Việt Minh. Hai người chia cách mười năm. Bất chấp điều đó, Nhiều vẫn một lòng giữ trọn mối tình cảm và chờ đợi Kiên Giang quay về. Năm 1955, Nguyễn Thị Nhiều lấy chồng. Trước ngày xuất giá, bà hẹn gặp Kiên Giang lần cuối để hàn huyên tâm sự. Đến năm 1957, trong một chuyến đi công tác ở Bến Tre, thấy một đám cưới trong xóm đạo, kỷ niệm năm xưa ùa về, thôi thúc Kiên Giang viết ra "Hoa trắng thôi cài trên áo tím". Tuy nhiên, do day dứt trong lòng, ông đã thay đổi một số câu từ trong tác phẩm và phát hành một năm sau đó.

## Chuyển thể
Khi vừa ra mắt, bài thơ được nhạc sĩ Huỳnh Anh phổ nhạc cho ca khúc cùng tên. Năm 1975, nhạc sĩ Anh Bằng cũng phổ nhạc cho bài thơ, nhưng có sửa lại đôi chút và lấy tựa là "Chuyện tình hoa trắng".

## Tác động
Ngay khi ra mắt, "Hoa trắng thôi cài trên áo tím" đã đón nhận sự ủng hộ nhiệt tình từ sinh viên, học sinh miền Nam Việt Nam trong suốt thập niên 60–70. Giới trẻ đã chuyền tay nhau những bản thơ và học thuộc lòng nó. Theo Đài Á Châu Tự Do, "chất lãng mạn thường thấy của Thơ Mới, lồng trong bối cảnh chiến tranh tại miền Nam và dư âm của câu chuyện "Tha La xóm đạo" đã khiến bài thơ nổi lên như một nguồn cảm hứng mới cho thanh niên thời bấy giờ".
Theo báo Công an nhân dân, nhiều người đứng tuổi sống trong khu vực kiểm soát của chính quyền Việt Nam Cộng hòa, khi nghe được giọng "Hoa trắng thôi cài trên áo tím" do Hồ Điệp ngâm trên Đài phát thanh Sài Gòn, họ đều có cảm giác khó ngủ vì bài thơ "đã tả đúng tâm trạng của nhiều người – tình yêu đôi lứa phải chia lìa giữa thời đất nước chìm trong khói lửa chiến tranh". Bài thơ cũng từng tạo nên cơn sốt sau khi được báo Thanh Niên phát hành vào cuối năm 2002, khiến tòa soạn ở Thành phố Hồ Chí Minh phải in thêm, gửi xuống phục vụ độc giả.

### Đánh giá
Viết trên báo Đắk Nông, Lê Thành Văn nhận định: "Tác phẩm ra đời đã hơn nửa thế kỷ, nhưng vẫn làm xúc động trái tim độc giả mỗi lần đọc lại những vần thơ bình dị, chân thành về tình yêu của thi sĩ Kiên Giang. Tôi tin rằng, thi phẩm chính là điệu hồn tác giả, là nỗi niềm mà thi nhân đã chưng cất thành men rượu tình ngây ngất, đắm say, dù chất rượu ấy có cả nỗi sầu thương. Một cuộc tình buồn nhưng đẹp, nhiều đau xót và trái ngang nhưng thánh thiện vô cùng. Ngôn ngữ và hình ảnh thơ xuyên suốt thi phẩm khá dài này lại dung dị, gần gũi song vẫn có sức hút đặc biệt. Với chừng ấy vẻ đẹp thơ, tôi nghĩ rằng đủ để lưu giữ trong tâm hồn bạn đọc dài lâu".